# Etiópia nos Jogos Olímpicos de Verão de 2004
Etiópia competiu nos Jogos Olímpicos de Verão de 2004, em Atenas, na Grécia.